# Кленовка (Дзержинский район)
Клено́вка (бел. Кляно́ўка) — деревня в составе Станьковского сельсовета Дзержинского района Минской области Беларуси. Деревня расположена в 16 километрах от Дзержинска, 39 километрах от Минска и 14 километрах от железнодорожной станции Койданово.

## История
Известна со 2-й половины XIX века как имение Вильщина (бел. Вільшчына) в Минском уезде Минской губернии. В 1885 году принадлежала графам Чапским. В 1897 году — 85 жителей, действовала водяная мельница. В 1917 году — 166 жителей, по данным переписи 1926 года, в деревне Вильщина — 7 дворов, 75 жителей.
С 9 марта 1918 года в составе провозглашённой Белорусской Народной Республики, однако фактически находилась под контролем германской военной администрации. С 1 января 1919 года в составе Советской Социалистической Республики Белоруссия, а с 27 февраля того же года в составе Литовско-Белорусской ССР, летом 1919 года деревня была занята польскими войсками, после подписания рижского мира — в составе Белорусской ССР. С 20 августа 1924 года в Станьковском сельсовете, с 25 июля 1931 по 23 августа 1937 года — национальный польский сельсовет) Койдановского района Минского округа. С 29 июля 1932 года в составе Дзержинского района, с 31 июля 1937 года в Минском районе. С 20 февраля 1938 года в Минской области, с 4 февраля 1939 года в воссозданном Дзержинском районе. Во время коллективизации организован колхоз имени Тельмана.
В Великую Отечественную войну с 28 июня 1941 по 6 июля 1944 года находилась под немецко-фашистской оккупацией, на фронте погибли 16 сельчан.
В 1960 году проживали 131 житель, входила в состав колхоза имени В. И. Ленина (центр — д. Заболотье). В 1964 году деревня Вильщина переименована в Кленовку. В 1991 году — 28 дворов, 69 жителей. В 2009 году в составе сельскохозяйственного агрокомбината «Дзержинский».

## Население
| Численность населения (по годам) | Численность населения (по годам) | Численность населения (по годам) | Численность населения (по годам) | Численность населения (по годам) | Численность населения (по годам) | Численность населения (по годам) | Численность населения (по годам) |
| 1800                             | 1897                             | 1917                             | 1960                             | 1991                             | 1999                             | 2004                             | 2010                             |
| -------------------------------- | -------------------------------- | -------------------------------- | -------------------------------- | -------------------------------- | -------------------------------- | -------------------------------- | -------------------------------- |
| 85                               | ↗166                             | ↘75                              | ↗131                             | ↘69                              | ↘56                              | ↘50                              | ↗59                              |
| 2017                             | 2018                             | 2020                             |                                  |                                  |                                  |                                  |                                  |
| ↘50                              | ↗54                              | ↗56                              |                                  |                                  |                                  |                                  |                                  |